# Génépi
Génépi, génépy of (in het Italiaans) genepì is een traditionele digestieve kruidenlikeur of aperitief in de Alpen. Alsemplanten (Artemisia eriantha, Artemisia genipi, Artemisia umbelliformis of Artemisia glacialis) geven génépi zijn groene kleur en typerende smaak, die aan kamille of moederkruid doet denken. Het lijkt op absint, dat ook van alsem wordt gemaakt, maar génépi wordt gesuikerd (het is een likeur) en wordt onverdund gedronken, eerder zoals chartreuse. Génépi is populair in de Franse Savoie en in het Italiaanse Aostadal; in die laatste streek is de drank Europees beschermd.

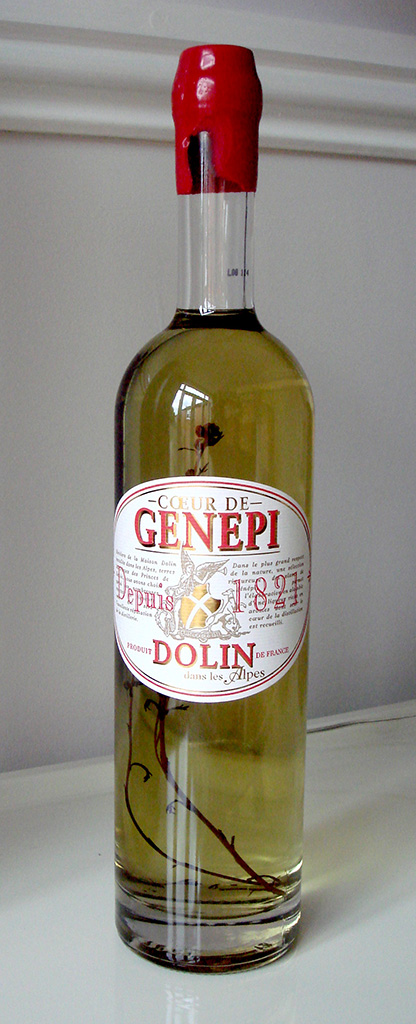
Génépi van de Franse producent Dolin

Onder andere de Savoyaardse brouwerijen Brasserie du Mont-Blanc, Brasseurs Savoyards en Brasserie de Chanaz brengen bier uit met génépismaak. De Belgische brouwerij Belgium Peak Beer verwerkt sinds 2021 bierresten tot een kruidenlikeur met génépi.